# Sajanske planine
Sajanske planine (ruski: Саяны) - planinski lanac između sjeverozapadne Mongolije i južnog Sibira. Dijele se na Istočni i Zapadni Sajan.
Istočni Sajan proteže se u dužini oko 1000 km od rijeke Jenisej na 92° istočne zemljopisne dužine i seže do jugozapadnog kraja Bajkalskog jezera na 106° istočne zemljopisne dužine. 
Zapadni Sajan istočni je nastavak Altaja. Proteže se u dužini od 500 km, od 89° do 96° istočne zemljopisne dužine.
Iz hladnih jezera Sajanskih planina izviru pritoke rijeke Jenisej u blizini grada Tuve. Jenisej teče sjeverno sve do Arktičkog oceana. To je zaštićeno i izolirano područje, još od odluke Sovjetskog Saveza 1944. godine.
Prosječna nadmorska visina kreće se od 2000 do 2700 m, dok se granitne i metamorfne ploče izdižu do visine od preko 3000 m, s najvišim vrhom Mönkh Saridag na 3492 m.
Glavni planinski prijevoji leže od 1800 do 2300 m, npr. prijevoj Muztagh 2280 m. 
Flora je u cjelini loša, iako postoje veća područja s dobrim šumama ariša, bora, smreke, breze, johe s grmovima rododendrona, žutike i ribizla. Lišajevi i mahovine rastu na gromadama.